# Albedo

Odrazivost různých typů povrchů a oblak na Zemi, údaj v procentech. Nejvíce tedy povrch ohřívá, pokud je pokryt vodou či lesem..

Albedo (z latinského albedo – bělost) je podíl slunečního světla, který se od tělesa difúzně odráží. Měří se na stupnici od 0 (odpovídá černému tělesu, které pohlcuje veškeré dopadající záření) do 1 (odpovídá tělesu, které odráží veškeré dopadající záření). Povrchové albedo je definováno jako poměr radiozity Je k ozáření Ee (tok na jednotku plochy), které povrch přijímá. Podíl odraženého záření je dán nejen vlastnostmi samotného povrchu, ale také spektrálním a úhlovým rozložením slunečního záření dopadajícího na zemský povrch. Tyto faktory se mění v závislosti na složení atmosféry, zeměpisné poloze a čase.
Zatímco směrový hemisférický činitel odrazivosti se počítá pro jeden úhel dopadu (tj. pro danou polohu Slunce), albedo je směrovou integrací odrazivosti pro všechny úhly dopadu slunečního záření v daném období. Časové rozlišení se může pohybovat od sekund (jak se získává z měření toku) až po denní, měsíční nebo roční průměry.
Pokud není albedo udáváno pro konkrétní vlnovou délku (spektrální albedo), vztahuje se na celé spektrum slunečního záření. Vzhledem k omezením měření se často udává pro spektrum, ve kterém na povrch dopadá většina sluneční energie (mezi 0,3 a 3 μm). Toto spektrum zahrnuje i viditelné světlo (0,4-0,7 μm), což vysvětluje, proč se povrchy s nízkým albedem jeví jako tmavé (např. stromy pohlcují většinu záření), zatímco povrchy s vysokým albedem se jeví jako světlé (např. sníh odráží většinu záření).
Zpětná vazba led-albedo je klimatický proces s pozitivní zpětnou vazbou, kdy změna plochy ledovců, ledovců a mořského ledu mění albedo a teplotu povrchu planety. Led je velmi odrazivý, proto odráží zpět do vesmíru mnohem více sluneční energie než ostatní typy pevninských ploch nebo otevřených vodních ploch. Zpětná vazba mezi ledem a albedem hrají důležitou roli při globálních změnách klimatu. Albedo je důležitý pojem v klimatologii.
V astronomii se rozlišují dvě varianty albeda. Geometrické albedo odpovídá kolmému dopadu na rovný povrch. Bondovo albedo pak značí odrazivost pod různými úhly pro celé těleso a je úměrné odražené energii.
Nejvyšší albedo mají oxid hořečnatý a síran barnatý (96–98 %). Albedo čerstvého sněhu je vysoké (až 90 %). Povrch vody (oceánu) má albedo nízké (pod 10 %). Průměrné Bondovo albedo Země je přibližně 31 % (geometrické 43 %), zatímco u Měsíce Bondovo albedo dosahuje průměrně jen asi 11 %, přičemž ale jeho geometrické albedo je 12 %. Celkové Bondovo albedo Země cca 30 % totiž tvoří přibližně 26 % odraz v atmosféře (větší na jižní polokouli), kterou Měsíc nemá, a jen 4 % odrazu z povrchu (větší na severní polokouli). Celkové albedo Země je tak nejmenší v červenci a to 28 %. Spíše jsou ale během roku dvě minima a dvě maxima albeda a ta i přes 32 %. Severní a jižní polokoule se zdají být stejně jasné (i přes rozdílné albedo povrchu) díky silnějším bouřím na jižní polokouli, které udržují albedo přibližně v rovnováze. V astronomii lze podle albeda satelitů a asteroidů usuzovat na jejich složení, především na podíl ledu.
Lidská činnost mění albedo různých oblastí zemského povrchu (například kácením lesů a farmařením). Přesné vyčíslení tohoto efektu v globálním měřítku je však obtížné: není zřejmé, zda tyto změny přispívají ke zvyšování nebo snižování globálního oteplování. Albedo se patrně snižuje. Z pohledu shora nad atmosférou Země se tedy ztmavuje. Roku 2023 bylo albedo Země nejmenší od roku 1940.

## Pozemní albedo
Albedo ve viditelném světle se pohybuje v rozmezí od přibližně 0,9 pro čerstvý sníh do přibližně 0,04 pro dřevěné uhlí, jednu z nejtmavších látek. Hluboce zastíněné dutiny mohou dosáhnout efektivního albedu blížícího se nule černého tělesa. Při pohledu z dálky má povrch oceánu nízké albedo, stejně jako většina lesů, zatímco pouštní oblasti mají mezi pevninskými formami jedno z nejvyšších albed. Většina pevninských ploch se pohybuje v rozmezí albedo 0,1 až 0,4. Průměrné albedo Země je přibližně 0,3. To je mnohem více, než u oceánu především kvůli příspěvku mraků.
Albedo zemského povrchu se pravidelně odhaduje pomocí senzorů družic pro pozorování Země, jako jsou přístroje MODIS agentury NASA na palubě družic Terra a Aqua a přístroj CERES na družici Suomi NPP a JPSS. Vzhledem k tomu, že množství odraženého záření je družicí měřeno pouze pro jeden směr, nikoli pro všechny směry, používá se matematický model, který převede vzorový soubor družicových měření odrazivosti na odhady směrové hemisférické odrazivosti a bihemisférické odrazivosti. Tyto výpočty jsou založeny na obousměrné distribuční funkci odrazivosti (BRDF), která popisuje, jak odrazivost daného povrchu závisí na úhlu pohledu pozorovatele a úhlu dopadu slunečního záření. BDRF může usnadnit převod pozorování odrazivosti na albedo.
Průměrná teplota povrchu Země v důsledku jejího albedo a skleníkového efektu je v současné době přibližně 15 °C. Pokud by Země zcela zamrzla (a byla by tedy více odrazivá), průměrná teplota na planetě by klesla pod -40 °C. Pokud by ledovce pokryly pouze pevninské masy, průměrná teplota na planetě by klesla na přibližně 0 °C. Naopak pokud by celou Zemi pokryla voda – tzv. oceánský svět – průměrná teplota na planetě by stoupla na téměř 27 °C.
V roce 2021 vědci oznámili, že Země během dvou desetiletí (1998–2017) ztmavla o ~0,5 %, což bylo měřeno podle zemského svitu pomocí moderních fotometrických technik. To mohlo být jednak spoluzpůsobeno změnou klimatu, jednak výrazným nárůstem globálního oteplování. Souvislost se změnou klimatu však dosud nebyla zkoumána a není jasné, zda se jedná o trvalý trend.

### Albedo bílé, černé a modré oblohy
Pro pevninské povrchy bylo prokázáno, že albedo při určitém úhlu θi slunečního zenitu lze aproximovat poměrným součtem dvou členů:
- směrové hemisférické odrazivosti při tomto úhlu slunečního zenitu, {\displaystyle {{\bar {\alpha }}(\theta _{i})}}, někdy označované jako albedo černé oblohy, a
- bi-hemisférická odrazivost, {\displaystyle {\bar {\bar {\alpha }}}}, někdy označovaná jako albedo bílé oblohy,

Pokud {\displaystyle {1-D}} je podíl přímého záření z daného slunečního úhlu a {\displaystyle {D}} je podíl difúzního osvětlení, skutečné albedo {\displaystyle {\alpha }} (nazývané také albedo modré oblohy) lze pak vyjádřit jako:
{\displaystyle \alpha =(1-D){\bar {\alpha }}(\theta _{i})+D{\bar {\bar {\alpha }}}.}
Tento vzorec je důležitý, protože umožňuje vypočítat albedo pro jakékoli dané podmínky osvětlení na základě znalosti vnitřních vlastností povrchu.

### Změny albedu v důsledku lidské činnosti
Lidské činnosti (např. odlesňování, zemědělství a urbanizace) mění albedo různých oblastí na celém světě. Lidské vlivy na „fyzikální vlastnosti zemského povrchu mohou narušit klima tím, že změní zářivou energetickou bilanci Země“, a to i v malém měřítku nebo pokud je družice nezjistí.
Urbanizace obecně snižuje albedo (běžně je o 0,01–0,02 nižší než u přilehlých orných půd), což přispívá ke globálnímu oteplování. Záměrné zvyšování albedo v městských oblastech může zmírnit efekt městského tepelného ostrova. Podle odhadu z roku 2022 by v globálním měřítku „zvýšení albedo o 0,1 v celosvětových městských oblastech vedlo k ochlazovacímu efektu, který by odpovídal pohlcení ~44 Gt emisí CO2“.
Záměrné zvyšování albedu zemského povrchu spolu s jeho denní tepelnou emisivitou bylo navrženo jako strategie řízení slunečního záření ke zmírnění energetické krize a globálního oteplování, známá jako pasivní denní radiační chlazení (PDRC). Snahy o širokou implementaci PDRC se mohou zaměřit na maximalizaci albedu povrchů od velmi nízkých po vysoké hodnoty, pokud lze dosáhnout tepelné emisivity alespoň 90 %.
Desítky tisíc hektarů skleníků ve španělské Almeríi tvoří rozsáhlé plochy vybělených plastových střech. Studie z roku 2008 zjistila, že tato antropogenní změna snížila lokální teplotu povrchové plochy v oblasti s vysokým albedem, ačkoli změny byly lokální, následná studie zjistila, že „emise CO2-eq. spojené se změnami povrchového albedu jsou důsledkem transformace půdy“ a mohou snížit nárůst povrchové teploty spojený se změnou klimatu.

## Některé příklady albedo efektů

### Tropy
Přestože teplotní vlivy albeda jsou nejznámější v chladnějších podnebných pásmech, jelikož zde padá více sněhu, ve skutečnosti jsou mnohem silnější v tropických regionech, protože v tropech je logicky více slunečního světla. Když brazilští zemědělci pokácejí tmavý tropický deštný prales a nahradí jej ještě tmavšími poli, na nichž pěstují plodiny, průměrná roční teplota oblasti stoupne v průměru o asi 3 °C.[zdroj?]

### Borové lesy
Albedo borového lesa, ve kterém stromy kompletně pokrývají zemský povrch, rostoucího na 45 °N v zimě je pouze asi 9 %, což je vůbec nejméně mezi přirozeně se vyskytujícími suchozemskými prostředími. Částečně to způsobuje barva borovic, částečně se na tom podílí mnohačetný rozptyl slunečního světla mezi stromy, který snižuje celkové množství odraženého světla. Snadnost vnikání světla do vody snižuje oceánské albedo na asi 3,5 %, což silně ubírá z celkového množství dopadajícího světla. Albedo hlubokých bažin se pohybuje mezi 9 % a 14 %. U opadavých stromů je přibližně 13 %. U travnatého povrchu se zvyšuje na asi 20 %. Albedo holé země závisí na barvě půdy, rozmezí se pohybuje od 5 % do 40 %, na farmářské půdě průměrně 15 %. U pouště nebo rozsáhlé pláže se pohybuje v průměru kolem 25 % s odchylkami v závislosti na barvě písku. [Reference za všechny: Studie Edwarda Walkera v prérijních oblastech Great Plains v zimě okolo 45 °N].[zdroj?]

### Městské oblasti
Především změna albeda díky výstavbě vytváří městský tepelný ostrov, kdy je ve městě větší teplota vzduchu oproti okolní krajině. Albedo povrchu měst se snižuje, takže dochází ke zvýšenému ohřevu měst po celém světě.
Městské oblasti se vyznačují především velmi nepřirozenými hodnotami albeda, protože mnoho struktur postavených lidmi absorbuje světlo dříve než může vůbec dosáhnou povrchu. V severních částech světa jsou města relativně tmavá a Walkerova studie ukazuje, že jejich průměrné albedo je asi 7 % s pouze mírným nárůstem během léta. Ve většině tropických zemí je průměrné albedo měst kolem 12 %. Tato hodnota se podobá hodnotám typickým pro severská předměstí. Částečný důvod tvoří odlišné přírodní prostředí měst v tropických oblastech, kde například v okolí roste více velmi temných stromů; dalším důvodem je chudoba tropů a z ní vyplývající nutnost stavět z odlišných materiálů.[zdroj?]

### Solární panely
Pokud je solární panel instalován na souši, snižuje albedo a tak zvyšuje ohřívání planety. Způsobuje i tepelný ostrov ve svém okolí. Solární panel tedy může být obnovitelný zdroj energie, ale nemusí být klimaticky neutrálním zdrojem ani při provozu, když svou instalací zvyšuje absorpci a produkci tepla, oproti stavu, kdyby se solární panel vůbec neinstaloval a povrch Země tak odrážel více energie.

### Stromy
Protože stromy mají tendenci mít nízké albedo, odstranění stromů by mělo vést ke zvýšení albeda a proto k ochlazení planety (je ale nutné vzít na druhou stranu v potaz i ochlazování výparem vody ze stromů – tento efekt je významný). Zpětné reakce oblak tento problém dále komplikují. V oblastech sezónně pokrytých sněhem jsou zimní albeda bezlesých oblastí o 10 % až 50 % vyšší než blízké lesnaté oblasti, neboť sníh nepokrývá stromy tak dokonale.[zdroj?]
Studie Hadleyho centra vypátrala přímou úměru (obecně oteplujícího) dopadu změny albeda a (ochlazujícího) efektu pohlcování uhlíku rostoucími lesy. Zjistili, že nové lesy v tropických a středních zeměpisných šířkách mají ochlazující dopad; nové lesy ve vyšších zeměpisných šířkách (například na Sibiři) mají neutrální nebo oteplující dopad.
Například zalesňování v Číně snižuje albedo a tak částečně přispívá k oteplování. Efekt je ovšem složitější a při odlesňování záleží, čím je les nahrazen, nicméně globálně odlesňování vede k ochlazování Země a to i díky albedu, které kompenzuje efekt skleníkových plynů.

### Mechorosty
Mechy jsou specifickou skupinou vyšších rostlin (Embryophyta). V rámci své ekologie a výskytu dost často osidlují nejen člověkem nevyužívané cesty, obnaženou půdu nebo třeba pařezy, ale také historicky nově vzniklé biotopy, tj. patří mezi tzv. pionýrské rostliny. Tyto nově vznikající oblasti tedy nejsou zjevně velmi vstřícné a příznivé novým druhům. Podobně, jako u majoritní část dalších rostlin i pro mechy je jedním ze stěžejních nároků teplota. Zcela jistě se tedy i u nich musela vyvinout schopnost kvalitně hospodařit s vodou. Tento kruciální nárok vyžadoval adaptaci jejich morfologie a především schopnost účinně hospodařit s vodou na úkor transpirace. 
Zřejmým přizpůsobením mechů k minimalizaci ztráty vody je využití efektu albeda za pomoci změny barvy. Čím více se světlo odrazí od světlejšího povrchu (sivý, bílý, šedavý) pospolitého mechového trsu, tím méně se tento trs zahřívá a přichází o vodu. Potvrzení účinnosti této adaptace lze pozorovat v praxi u zástupců mechů nacházejících se na stanovištích, které jsou delší čas exponována přímému slunečnímu svitu, například na kamenné zídce či ve spárách chodníku. Vyprahle a téměř neživě působící jedinci v této podobě přežívají extrémní podmínky. Nicméně po dešti se ale takřka okamžitě aktivují a zejména díky přítomnosti středního žebra dojde opět k jejich zezelenávání.

### Sníh
Albeda sněhu mohou být až 90 %. To platí pro ideální případ – čerstvý hluboký sníh na málo členitém povrchu. V Antarktidě se průměr pohybuje něco málo nad 80 %.
Pokud se oblast pokrytá sněhem oteplí, sníh začne tát, čímž se sníží albedo, což vede k dalšímu tání (zpětná vazba albeda ledu). Předpovědi dalšího oteplování pólů a oblastí sezónně pokrytých sněhem následkem globálního oteplování stojí především na znalosti tohoto jevu.[zdroj?]

### Led
Mořský led má vysokou odrazivost, zatímco mořská voda malou. To vede k jevu zvaném polární zesílení, který je na Zemi hlavně v Arktidě (arktické zesílení).

### Oblaka
Oblaka jsou dalším prvkem zvyšujícím albedo, jejich příspěvek hraje velkou roli v rovnici globálního oteplování. Různé typy oblak mají různé hodnoty albeda, teoreticky se pohybují od minima kolem 0 % až do maxima nad 70 %. Klimatické modely ukazují, že pokud by byla celá Země pokryta bílými oblaky, povrchová teplota by klesla na hodnotu asi −151 °C (−240 °F). Tento model, ačkoliv velmi vzdálený od skutečnosti, také předpovídá, že na vyrovnání 5,0 °C (9 °F) změny teploty způsobené zvětšením skleníkového efektu, je třeba „pouze“ zvýšit celkové zemské albedo asi o 12 % přidáním dalších bílých oblak.[zdroj?]

### Efekty aerosolů
Aerosoly (velmi jemné částečky/kapičky v atmosféře) mají dva dopady – přímý a nepřímý. Přímý (albedo) efekt ochlazuje planetu; nepřímý dopad (částečky fungují jako kondenzační jádra a proto mění vlastnosti oblaků) je méně jistý.

### Černé uhlíkaté sloučeniny
Další klimatický albedo efekt se týká černých uhlíkatých částeček. Tento jev je obtížné kvantifikovat: IPCC říká, že jejich odhad globálního průměru ovlivnění záření BC aerosoly z fosilních paliv je … +0,2 Wm−2 (od +0,1 Wm−2 v SAR) v rozsahu +0,1 až +0,4 Wm−2.
Ovšem snižování albeda pro Grónsko nelze vysvětlit černými uhlíkatými částicemi, ale jde o degradaci měřicích přístrojů na satelitech. Albedo se ve skutečnosti nesnižuje.

### Doba ledová
Hlavním spouštěcím mechanismem dob ledových a meziledových jsou astronomické Milankovičovy cykly, vědecké výzkumy ale ukazují, že hlavním systémem zpětné vazby regulujícím zalednění v době ledové je albedo. Modulace albeda je řízena desertifikací a znečištěním ledových příkrovů prachem. Desertifikace a produkce prachu jsou způsobeny nízkými koncentracemi CO2.